# Исландское литературное общество
Исландское литературное общество (исл. Hið Íslenzka Bókmenntafélag) — исландская общественная организация, занимающаяся продвижением и укреплением исландского языка и литературы.

## История
В начале XIX века в Европе проснулся интерес к древнеисландскому языку и культуре исландцев времён викингов, но ни настоящее, ни будущее современного исландского языка и культуры исландского народа никого не интересовало. Казалось, что исландский язык вскоре будет добавлен к группе мёртвых германских языков, таких, например, как англосаксонский. Из-за политики Дании, владевшей Исландией и повсеместно насаждавшей в ней датский язык, образовательная и научная деятельность на исландском была крайне затруднена, а книгоиздание было очень неудовлетворительным.

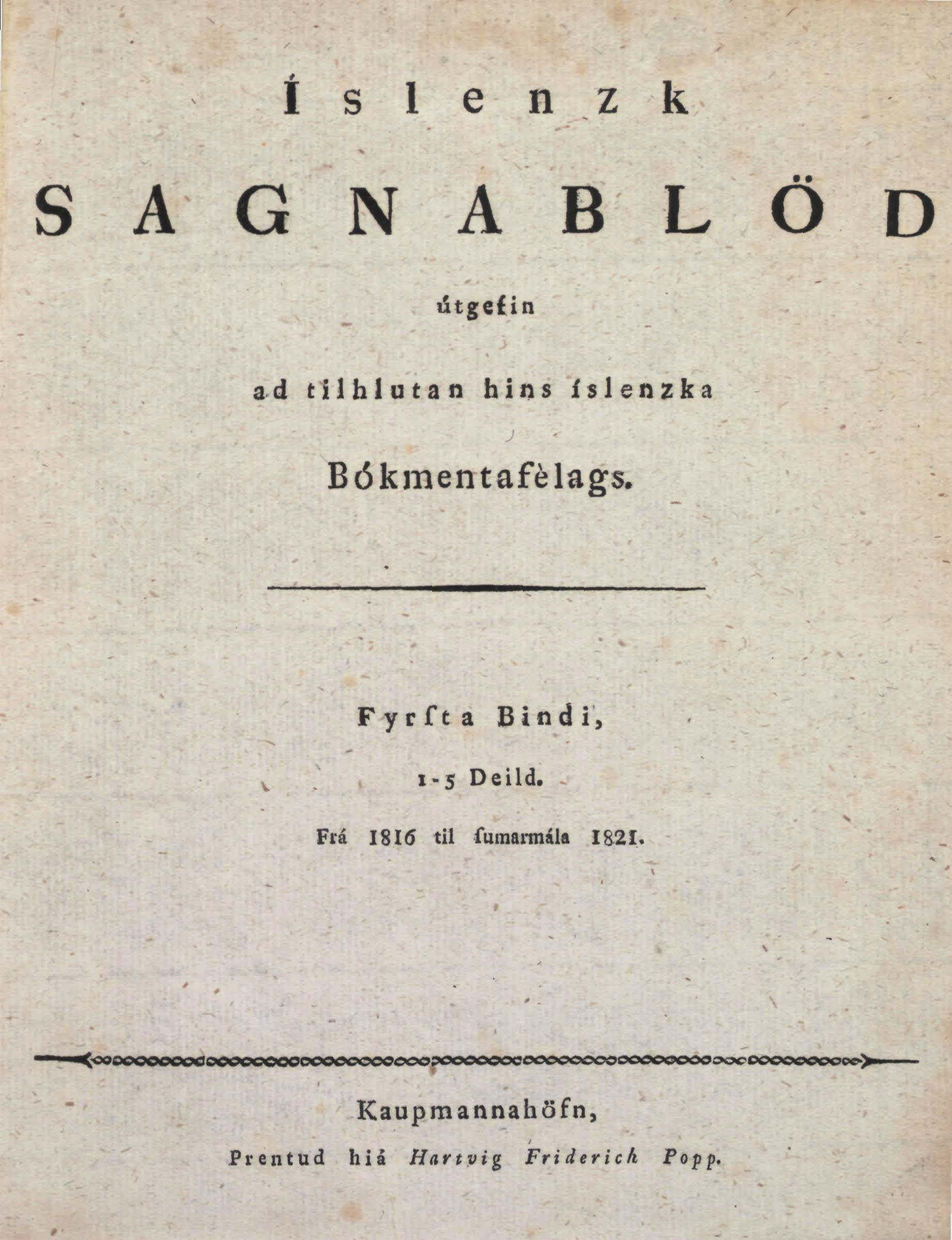
Титульный лист Исландского журнала саг, 1817 год

В 1816 году, когда начало зарождаться движение за независимость Исландии, по инициативе датского лингвиста Расмуса Раска и священника Аудни Хельгасона было основано Исландское литературное общество. Заявленная цель общества заключалась в том, чтобы «всячески укреплять и поддерживать исландский язык и литературу, а также культуру и честь исландской нации путём публикации книг или другими средствами, если позволят обстоятельства». Первое собрание общества состоялось в Копенгагене 13 апреля 1816 года, а первое собрание в Исландии — 1 августа 1816 года в Рейкьявике. В 1818 году Исландское литературное общество стало официальным правопреемником основанного в 1779 году Исландского общества изучения искусств, деятельность которого практически прекратилась вначале XIX века.
С учреждением Исландского литературного общества произошли коренные изменения в среде исландской интеллигенции, где укреплялась мысль, что укрепление и развитие литературы и образования в Исландии на исландском и под руководством самих исландцев, будет способствовать возрождению исландской национальной культуры и станет активной силой в стремлении исландской нации к духовному и материальному прогрессу. Своей деятельностью Исландское литературное общество сыграло важную роль в подготовке почвы для борьбы за независимость Исландии, которая, как полагают, началась в 1831 году, когда общество уже проработало 15 лет.
Исландское литературное общество начало издавать книги и журналы на исландском языке уже в первый год своей деятельности, и с тех пор эта является его основной деятельностью. Первой публикацией стала Сага о Стурлунге (исл. Sturlunga saga, 1818), за ней последовали Ежегодники Эспоулина (с 1821 по 1855), с которыми Исландия впервые приобрела продолжающееся многотомное издание. Издавался также Исландский журнал саг (исл. Íslenzk sagnablöð), а затем журнал Skírnis, который издаётся с 1827 года и является одним из старейших журналом в странах Северной Европы  . Изначально Skírnis издавался как средством массовой информации, но позже стал литературным и научным журналом.
Исландское литературное общество помимо издания книг занималось различной научной деятельностью. Под эгидой общества проводились геодезические и картографические исследования Исландии и создание первой карты острова, которая может считаться более или менее правильной. Общество проводило метеорологические наблюдения для Датского научного общества, собирало материал для географического описания Исландии. Исландское литературное общество выступило основателем Национальную библиотеку Исландии в 1818 году и собрало большую коллекцию рукописей, которая сейчас хранится в Национальной библиотеке Исландии.
Общество также запустило исследования и публикацию архивных документов и писем, выступив сооснователем Исландского архива и опубликовав Íslenskt fornbréfasafn Íslenskt fornbréfasafn — полное издание исландских древностей и документов с древнейших времён до 1590 года. Также общество издавало ежегодник Новости политической жизни Исландии (исл. Tíðindi um stjórnarmálefni Íslands), где публиковало различные современные документы, касающиеся Исландии.
В середине XX века деятельность общества несколько снизилась и ограничилась только книгоизданием. Книги издаваемые Исландским литературным обществом посвящены исландской художественной и научной литературе, искусству, экономике, праву, психологии, истории и археологии. С 1970 года общество издает серию Lærdómsrit Hins íslenzka bókmenntafélag, в которой публикуются классические научные работы, которые считаются знаковыми в истории человеческой мысли и получившие безоговорочное признание. Большинство изданий этой серии это переводы на исландский книг известных учёных и философов (Цицерон, Дарвин, Декарт, Карл Маркс, Стивен Хокинг, Мартин Лютер, Зигмунд Фрейд и другие), но также есть некоторые книги изначально написанные на исландском. Все переводы этой серии выполняются учёными и специалистами в соответствующей отрасли и рецензируются, как минимум, двумя экспертами.

## Председатели общества
Отделение в Рейкьявике:
- Аудни Хельгасон — священник, пробст (1816–1848)
- Пьетюр Пьетюрссон — профессор, епископ Исландии (1848–1868)
- Йоун Торкельссон — ректор (1868–1877)
- Магнус Стефенсен[исл.] — верховный судья, губернатор (1877–1884)
- Йоун Торкельссон — ректор (1844)
- Бьёдн Йоунссон — редактор (1884–1894)
- Бьёрн Ольсен — ректор (1894–1900)
- Эйрикюр Брием — профессор (1900–1904)
- Кристьяун Йонссон — верховный судья и министр (1904–1909)
- Бьёрн Ольсен — ректор (1909 – 1912)

Отделение в Копенгагене:
- Расмус Раск — профессор (1816)
- Бьярни Торстейссон — амтмадюр (1816–1819)
- Финн Магнусен — профессор (1819–1820)
- Бьярни Торстейссон — амтмадюр (1820–1821)
- Финн Магнусен — профессор (1821–1827)
- Расмус Раск — профессор (1827–1831)
- Торгейр Гвюдмюндссон — профессор, священник (1831–1839)
- Финн Магнусен — профессор (1839–1847)
- Бриньоульвюр Пьетюрссон — член кабинета министров (1848–1851)
- Йоун Сигурдссон — депутат Альтинга, Президент Исландии (1851–1879)
- Сигюрдюр Йоунассон — писатель (1880–1885)
- Оулавюр Халльдоурссон — (1885–1904)
- Вальтир Гвюдмюндссон — доцент (1904–1905)
- Торвальдюр Тороддсен — профессор (1905–1911)

После слияния отделений:
- Бьёрн Ольсен — (1912–1918)
- Йоун Торкельссон — архивариус (1918–1924)
- Гвюдмюндюр Финнбогасон — библиотекарь (1924–1943)
- Маттиас Тоурдарсон — архивариус (1943–1961)
- Эйнар Свейнссон — профессор (1961–1967)
- Сигюрдюр Линдаль — профессор (1967–2015)
- Йоун Сигюрдссон — директор национального банка и министр (2015 — )
- Аурманн Якобссон[англ.] ( — н. в.)